# Erase/Rewind Official Remix
Erase/Rewind Official Remix är det andra samlingsalbumet av den italienska pop-artisten Sabrina Salerno, utgivet av ZYX Records och Edel Music år 2008. Det är ett dubbelalbum, vilket består av Sabrinas andra remixalbum och hennes sjätte studioalbum.
Erase/Rewind Official Remix innehåller bl.a. en cover på "Erase/Rewind" av The Cardigans från Småland.

## Låtlista

### CD 1[1]
1. All of Me (Boy Oh Boy)
2. Sexy Girl
3. Funky Girl
4. My Chico
5. Sex
6. Boys (Summertime Love)
7. Erase/Rewind
8. Hot Girl
9. Gringo
10. Born to Be Alive
11. Like a Yo-Yo
12. Angel Boy
13. I Love You

### CD 2[1]
1. No Matter What You Say
2. Skin On Skin
3. Mama Said
4. Now Is The Time
5. Don't Want To Be Falling In Love
6. You Lie To Me
7. Maybe Your Love
8. Goodbye Baby
9. Yes
10. Stay A While
11. Shooting the Red Light
12. Brand New Way
13. Deep Water